# Claudien
Pour les articles homonymes, voir Claudien (homonymie).
Claudien (Claudius Claudianus) (v. 370 – v. 404) est un poète latin lié à la cour de l'empereur Honorius à Milan.

## Vie
Claudien est peut-être né à Alexandrie, en Égypte. Grec de langue, il apprend la langue latine en lisant les textes des auteurs classiques. En raison de ses origines alexandrines, il assimile le goût pour le « baroque » de son temps, représenté, par exemple, par le poète Nonnos de Panopolis.
Poète de cour et mondain, Claudien est aussi un païen convaincu : Augustin d'Hippone le qualifie expressément d'« adversaire du nom du Christ » (Civitas Dei, V, 26), tandis qu'Orose en parle comme d'un « païen très obstiné » (paganus pervicassimus) dans son Adversus Paganos Historiarum (VII, 55). On connaît peu de détails au sujet de la vie de Claudien.
Il écrit en latin, quelquefois aussi en grec. Son style, influencé par la rhétorique, est vigoureux. Avec Prudence, il est l'un des derniers grands poètes latins de l'Empire romain.

## Œuvres
Claudien est notamment l'auteur de poèmes de circonstance, destinés à glorifier Stilicon (mort en 408) et l'empereur Honorius : 
- panégyriques : Panegyricus Probino et Olybrio Consulibus[1], De Tertio Consulatu Honorii Augusti, De Quarto Consulatu Honorii Augusti , De Consulatu Flavii Manlii Theodori, De Consulatu Stilichonis, De Sexto Consulatu Honorii Augusti ;
- poèmes nuptiaux ou épithalames : Fescennina / Epithalamium de Nuptiis Honorii Augusti, Epithalamium Palladio et Celerinae;
- célébration de victoires militaires : De Bello Gildonico (La révolte de Gildon), De Bello Gothico (sur la guerre contre Alaric en 402-403) ;
- poèmes didactiques : Phoenix, De magnete, De crystallo cui aqua inerat ;
- libelles : In Rufinum, In Eutropium.

Il est aussi l'auteur d'épopées mythologiques :
- De raptu Proserpinae,  épopée inachevée sur le Rapt de Proserpine, dont nous ne connaissons que trois livres ;
- la Gigantomachie (« combat des Géants »), poème mythologique inachevé en 128 hexamètres qui raconte la lutte que les Géants livrèrent aux Dieux de l'Olympe.